# 2006 w literaturze
Wydarzenia literackie w 2006 roku.

## Wydarzenia

### Japonia
- W marcu, w japońskim magazynie Manga Erotics F ukazał się ostatni odcinek mangi Natsume Ono Ristorante Paradiso.

### Polska
- Od 18 do 21 maja w Pałacu Kultury i Nauki w Warszawie odbyły się 51. Międzynarodowe Targi Książki. Gościem honorowym targów były Niemcy[1].

## Proza beletrystyczna i literatura faktu

### Język polski
- Autor X – Pokolenie Mata (MyBook)[2]
- Janusz Anderman – Cały czas (Wydawnictwo Literackie)[3]
- Andrzej Bart – Don Juan raz jeszcze (Wydawnictwo Literackie)[4]
- Henryk Bardijewski – Dzikie Anioły i inne opowiadania (Państwowy Instytut Wydawniczy)
- Ewa Białołęcka – Róża Selerbergu (Runa)[5]
- Magdalena Bielska – Brzydkie zwierzęta (a5)
- Andrzej Bobkowski – Z dziennika podróży (Biblioteka „Więzi”)
- Andrzej Braun – Cyrograf (Biblioteka „Tygla Kultury”)
- Anna Brzezińska – Plewy na wietrze. (Runa)
- Olgierd Budrewicz – Daleko, jeszcze dalej (Świat Książki)
- Wojciech Cejrowski – Rio Anaconda (Poznaj Świat)
- Stefan Chwin – Dolina Radości (Tytuł)
- Maria Czapska – Ostatnie odwiedziny i inne szkice (Biblioteka „Więzi”)
- Marta Dzido – Ślad po mamie (Ha!art)[6]
- Jerzy Ficowski – Pantareja (Wydawnictwo Literackie)
- Wojciech Giełżyński – Inne światy, inne drogi (Branta)
- Katarzyna Grochola – A nie mówiłam (W.A.B.)
- Marian Grześczak – Snutki (Czytelnik)
- Aleksandra Janusz – Dom wschodzącego słońca. (Runa)
- Jerzy Jarzębski – Prowincja Centrum. Przypisy do Schulza (Wydawnictwo Literackie)
- Ryszard Kapuściński
  - Prawa natury (Wydawnictwo Literackie)
  - Ten Inny (Znak)
- Hubert Klimko-Dobrzaniecki – Dom Róży. Krýsuv~k
- Edward Kossoy – Na marginesie
- Marek Krajewski – Festung Breslau (W.A.B.)
- Hanna Krall – Król Kier znów na wylocie (Świat Książki)
- Zbigniew Kruszyński – Powrót Aleksandra
- Stanisław Jerzy Lec – Myśli nieuczesane wszystkie (Noir sur Blanc)
- Stanisław Lem – Rasa drapieżców. Teksty ostatnie (Wydawnictwo Literackie)
- Mikołaj Łoziński – Reisefieber (Znak)
- Karol Maliszewski – Rozproszone głosy
- Andrzej Tadeusz Mazurkiewicz – Zemsta aniołów (Most)
- Marcin Mortka – Karaibska krucjata. La Tumba de los Piratas (Runa)
- Sławomir Mrożek – Baltazar. Autobiografia
- Wiesław Myśliwski – Traktat o łuskaniu fasoli (Znak)
- Jerzy Pilch – Moje pierwsze samobójstwo i dziewięć innych opowieści (Świat Książki)
- Krzysztof Piskorski – Najemnik (Runa)
- Bohdan Pociej – Z perspektywy muzyki (Biblioteka „Więzi”)
- Ryszard Przybylski – Ogrom zła i odrobina dobra
- Edward Redliński – Telefrenia (Świat Książki)
- Krzysztof Rutkowski – Zakochany Stendhal. Dziennik wyprawy po imię (Słowo/obraz terytoria)
- Jarosław Marek Rymkiewicz – Do widzenia gawrony (Sic!)
- Hanna Samson – Pokój żeńsko-męski na chwałę patriarchatu
- Andrzej Sapkowski – Lux perpetua
- Andrzej Stasiuk – Fado (Czarne)
- Jolanta Stefko – Dobrze, że jesteś (Wydawnictwo Literackie)
- Mariusz Szczygieł – Gottland
- Janusz Szuber – Czerteż (Wydawnictwo Literackie)
- Marcin Świetlicki – Dwanaście
- Olga Tokarczuk – Anna In w grobowcach świata (Znak)
- Barbara Toruńczyk – Rozmowy w Maisons-Laffitte (Fundacja Zeszytów Literackich)
- Magdalena Tulli – Skaza
- Aleksander Wat – Korespondencja. Pisma zebrane (t. 4) (Czytelnik)
- Mariusz Wilk – Dom nad Oniego (Noir sur Blanc)
- Michał Witkowski – Fototapeta
- Jakub Żulczyk – Zrób mi jakąś krzywdę... czyli wszystkie gry video są o miłości (Lampa i Iskra Boża)[7]

#### Tłumaczenia
- Hans Christian Andersen – Baśnie i opowieści, przeł. Bogusława Sochańska (Media Rodzina)[8]
- Majgull Axelsson – Dom Augusty, przeł. Katarzyna Tubylewicz (W.A.B.)[9]
- James Frey – Milion małych kawałków (A Million Little Pieces), przeł. Patryk Gołębiowski (Gruner+Jahr Polska)[10]
- Bohumil Hrabal
  - Aurora na mieliźnie (Aurora na mělčině)
  - Piękna rupieciarnia (Krásná Poldi)
  - Pieśni dziadowskie i legendy (Morytáty a legendy)
- Cathy Kelly – Zawsze i na zawsze (Always and forever), przeł. Alina Siewior-Kuś (Sonia Draga)[11]
- Květa Legátová – Żelary (Želary)
- Siegfried Lenz – Biuro rzeczy znalezionych (Fundbüro), przeł. Sława Lisiecka (Spółdzielnia Wydawnicza „Czytelnik”)[12]
- Vladimir Nabokov – Splendor (Подвиг, wersja angielska Glory, przeł. Anna Kołyszko)
- Austin Osman Spare – Księga Satyrów (A Book of Satyrs)

### Pozostałe języki

#### Język angielski
- Mitch Albom – Jeszcze jeden dzień (For One More Day)
- Martin Amis – House of Meetings
- Margaret Atwood – Moral Disorder
- Rachel Caine – Przeklęty dom (Glass Houses)
- Stephen King
  - Historia Lisey (Lisey's Story)
  - Komórka (Cell)
- Lynda La Plante – The Red Dahlia
- Dennis Lehane – Coronado: Stories
- Stephenie Meyer – Księżyc w nowiu (New Moon)
- Thomas Pynchon – Against the Day
- Jeff VanderMeer – Shriek: Posłowie (Shriek: An Afterword)

#### Inne
- Inio Asano – Solanin (ソラニン) – Tom 2
- Mario Vargas Llosa – Szelmostwa niegrzecznej dziewczynki (Travesuras de la niña mala)
- Mari Okazaki – Suppli (サプリ) – Tom 3 i 4
- Natsume Ono – Ristorante Paradiso (リストランテ・パラディーゾ)

## Wywiady

### Język polski

#### Pierwsze wydania
- Michał Komar – Władysław Bartoszewski. Skąd pan jest? Wywiad rzeka (Świat Książki)
- Janusz Pasierb – Zgubiona drachma. Dialogi z pisarzami (Biblioteka „Więzi”)

## Dzienniki, autobiografie, pamiętniki

### Język polski

#### Pierwsze wydania
- Erwin Axer – Z pamięci (Wydawnictwo Iskry)
- Władysław Bartoszewski – Dziennik z internowania. Jaworze 15.12.1981-19.04.1982 (Świat Książki)
- Zbigniew Herbert, Czesław Miłosz – Korespondencja (Fundacja Zeszytów Literackich)
- ks. Jan Twardowski – Autobiografia. Myśli nie tylko o sobie 1915-1959. Tom 1 (Wydawnictwo Literackie)

## Eseje, szkice i felietony

### Język polski

#### Pierwsze wydania
- Ewa Kuryluk – Podróż do granic sztuki. Eseje z lat 1975–1979 i eseje z lat późniejszych na ten sam temat (Twój Styl)

## Dramaty

### Język polski

#### Pierwsze wydania
- Dorota Masłowska – Dwoje biednych Rumunów mówiących po polsku

### Pozostałe języki
- Yasmina Reza – Bóg mordu (Le Dieu du Carnage)

## Poezja

### Język polski

#### Pierwsze wydania
- Krzysztof Azarewicz – Księga Mgieł
- Marcin Baran – Sprzeczne fragmenty (Wydawnictwo a5)
- Stanisław Barańczak – Wiersze zebrane (a5)
- Wojciech Bonowicz – Pełne morze
- Dawid Jung – 312685 powodów (Red.)
- Ewa Lipska – Drzazga
- Czesław Miłosz – Wiersze ostatnie (Znak)
- Marta Podgórnik – Dwa do jeden (Biuro Literackie)
- Tomasz Różycki – Kolonie
- Marcin Świetlicki – Muzyka środka (a5)

#### Antologie dzieł tłumaczonych
- Viola Fischerová – Babia godzina, wybór i przekład Dorota Dobrew (Wydawnictwo Atut)
- Jerzy Lisowski – Antologia poezji francuskiej. T.4: Od Rimbauda do naszych dni (Czytelnik)
- Oleg Pastier, Karol Chmel, Ivan Kolenič – Oko za ząb. Trzej współcześni poeci słowaccy, wybór i przekład Leszek Engelking (Pogranicze)

## Prace naukowe i biografie

### Język polski

#### Pierwsze wydania
- Maria Janion – Niesamowita Słowiańszczyzna: fantazmaty literatury
- Andrzej Mencwel – Wyobraźnia antropologiczna
- Agnieszka Nęcka – Granice przyzwoitości: doświadczanie intymności w polskiej prozie najnowszej (Agencja Artystyczna PARA)
- Tadeusz Nyczek – Tyle naraz świata. 27 x Szymborska (a5)
- Urszula Terentowicz-Fotyga – Semiotyka przestrzeni kobiecych w powieściach Virginii Woolf (Wydawnictwo Uniwersytetu Marii Curie-Skłodowskiej)

### Język angielski

#### Pierwsze wydania
- William Butcher – Jules Verne: The Definitive Biography, New York: Thunder's Mouth Press

## Zmarli
- 3 stycznia – Andrzej Stojowski, polski pisarz (ur. 1933)
- 4 stycznia – Irving Layton, kanadyjski poeta (ur. 1912)
- 18 stycznia – Jan Twardowski, polski poeta, ksiądz katolicki (ur. 1915)
- 21 stycznia – Irena Bączkowska, polska pisarka (ur. 1902)
- 30 stycznia – Wendy Wasserstein, amerykańska dramatopisarka (ur. 1950)
- 6 lutego – Karin Struck, niemiecka pisarka (ur. 1947)
- 11 lutego
  - Peter Benchley, amerykański pisarz (ur. 1940)
  - Małgorzata Hołyńska, polska tłumaczka literatury pięknej, prozaik (ur. 1916)
- 20 lutego – Lucjan Wolanowski, polski pisarz, podróżnik i dziennikarz (ur. 1920)
- 21 lutego – Giennadij Ajgi, czuwaski i rosyjski poeta, pisarz i tłumacz (ur. 1934)
- 22 lutego – Hilde Domin(inne języki), niemiecka poetka (ur. 1909)
- 24 lutego – Octavia E. Butler, amerykańska pisarka science-fiction (ur. 1947)
- 12 marca – Jurij Brězan, pisarz serbołużycki (ur. 1916)
- 16 marca – Andrzej Litwornia, polski historyk literatury, eseista, mieszkający we Włoszech (ur. 1943)
- 20 marca – John Morressy, amerykański pisarz science fiction i fantasy (ur. 1930)
- 26 marca
  - Jolanta Sell, polska tłumaczka literatury pięknej (ur. 1922)
  - Wiktor Zawada, polski prozaik i publicysta (ur. 1931)
- 27 marca
  - Lesław Bartelski, polski pisarz (ur. 1920)
  - Stanisław Lem, polski pisarz science-fiction (ur. 1921)
- 30 marca – John McGahern, irlandzki prozaik i dramaturg (ur. 1934)
- 4 kwietnia – Jürgen Thorwald, niemiecki pisarz, dziennikarz i historyk (ur. 1915)
- 5 kwietnia – Anna Góralska, polska historyk literatury polskiej (ur. 1946)
- 8 kwietnia – Gerard Reve, niderlandzki pisarz (ur. 1923)
- 13 kwietnia – Muriel Spark, szkocka powieściopisarka (ur. 1918)
- 9 maja – Jerzy Ficowski, polski poeta, badacz życia Brunona Schulza (ur. 1924)
- 14 maja
  - Stanley Kunitz, amerykański poeta (ur. 1905)
  - Magda Leja, polski prozaik, autorka utworów dla dzieci (ur. 1935)
- 24 maja – Kalċidon Agius, maltański dramaturg (ur. 1917)
- 28 maja – Viktor Fischl, czeski i izraelski poeta, prozaik, tłumacz (ur. 1912)
- 8 lipca
  - Juliusz Wiktor Gomulicki, polski pisarz, historyk literatury i edytor (ur. 1909)
  - Dorothy Uhnak, amerykańska pisarka powieści kryminalnych (ur. 1930)
- 17 lipca – Mickey Spillane, amerykański pisarz kryminałów (ur. 1918)
- 25 lipca – Janka Bryl, białoruski pisarz (ur. 1917)
- 26 lipca – Vojtech Zamarovský, słowacki prozaik (ur. 1919)
- 27 lipca – Göran Printz-Påhlson, szwedzki poeta, tłumacz i krytyk literacki, literaturoznawca (ur. 1931)
- 28 lipca – David Gemmell, brytyjski pisarz fantasy (ur. 1948)
- 7 sierpnia – Marian Podkowiński, polski pisarz i publicysta (ur. 1909)
- 21 sierpnia – Jizhar Smilanski, izraelski pisarz i literaturoznawca (ur. 1916)
- 24 września – Dimityr Inkjow, bułgarski pisarz (ur. 1932)
- 30 sierpnia – Nadżib Mahfuz, egipski prozaik, laureat Nagrody Nobla w dziedzinie literatury za rok 1988 (ur. 1911)
- 1 września – György Faludy, węgierski poeta, prozaik i tłumacz (ur. 1910)
- 6 września – Andrzej Babaryko, polski poeta i animator kultury (ur. 1952)
- 15 września – Oriana Fallaci, włoska dziennikarka i pisarka (ur. 1929)
- 4 października – Oskar Pastior, rumuńsko-niemiecki poeta i tłumacz (ur. 1927)
- 6 października – Wilson Tucker, amerykański pisarz fantastyki (ur. 1914)
- 20 października – Janko Moder, słoweński tłumacz z języka polskiego (ur. 1914)
- 1 listopada – William Styron, amerykański pisarz, laureat Nagrody Pulitzera (ur. 1925)
- 4 listopada – Nelson S. Bond, amerykański pisarz (ur. 1908)
- 10 listopada – Jack Williamson, amerykański pisarz science fiction (ur. 1908)
- 5 grudnia – Cezary Leżeński, polski prozaik i publicysta (ur. 1930)
- 16 grudnia – Ryszard Liskowacki, polski prozaik, poeta, publicysta, autor książek dla młodzieży (ur. 1932)
- 18 grudnia – Andrzej Szmidt, polski poeta, wieloletni redaktor „Więzi” (ur. 1933)
- 21 grudnia – Philippa Pearce, angielska pisarka dla dzieci (ur. 1920)
- 25 grudnia – František Benhart, czeski krytyk literacki, tłumacz literatury słoweńskiej (ur. 1924)

## Nagrody
- Nagroda Nobla – Orhan Pamuk
- Nagroda Kościelskich – Jolanta Stefko
- Nagroda Nike – Dorota Masłowska, Paw królowej
- Nagroda Goncourtów – Jonathan Littell, Les Bienveillantes
- Anasoft litera – Pavel Vilikovský, Čarovný papagáj a iné gýče
- Nagroda Cervantesa – Antonio Gamoneda
- Nagroda Franza Kafki – Haruki Murakami